# 대한민국 제2의건국범국민추진위원회
제2의건국범국민추진위원회(第2의建國汎國民推進委員會, Pan-national Promotion Commission for Second National Foundation)는 대한민국의 옛 중앙행정기관이다. 1998년 12월 22일 국민의 정부가 출범한 직후 대통령령 제15903호에 따라 대통령 직속 자문기구로 설치되면서 시민의식, 생활개혁 추진 등을 추진하는 단체 겸 기관으로 발족했다. 중앙위원회 본부는 서울특별시 종로구 적선동 122-1 한국생산성본부 4층에 위치해 있었으며, 각 지방자치단체에서 조례를 두어 지방 소속 위원회를 두었다. 기관장으로는 대표공동위원장을 두었다. 2003년 4월 29일 자진해산하기로 결의했으며, 그 후, 행정 절차를 거쳐, 신지식인 등 관계 사무는 본래 제2의건국운동지원단운영규정에 의거 행정 지원을 담당했던 행정자치부에 소관 업무가 이관됨으로써 폐지되었다.

## 설치 근거 및 소관 업무
- 제2의건국범국민추진위원회규정 [대통령령 제15903호, 1998.10.1 제정] 제1조[1]

## 연혁
- 1998년 12월 22일 - 제2의건국범국민추진위원회를 신설하고, 중앙위원회는 대통령 직속 자문기구로, 지방위원회는 각 지방자치단체 산하에 신설.
- 2003년 4월 29일 - 자진해산하기로 결의
- 2003년 8월 31일 - 대통령령 제18003호로 제2의건국범국민추진위원회규정이 폐지되고, 위원회 사무처 소관 업무는 행정자치부로 이관.

## 조직
- 상임위원회 ( 1998.12.22. ~ 2003.8.31 )
- 기획단 ( 1999.3.3. ~ 2003.8.31 )
- 지원단 ( 1998.12.22. ~ 2003.8.31 )
- 부서추진단 ( 1998.12.22. ~ 2003.8.31 )